# Eufaula (Oklahoma)
Eufaula er en amerikansk by og administrativt centrum for det amerikanske county McIntosh County, i staten Oklahoma. I 2000 havde byen et indbyggertal på 2.639.

## Ekstern henvisning
- Eufaulas hjemmeside Arkiveret 3. august 2008 hos  Wayback Machine (engelsk)

35°17′31″N 95°35′12″V / 35.2919°N 95.5867°V